# Híbrido de Timor

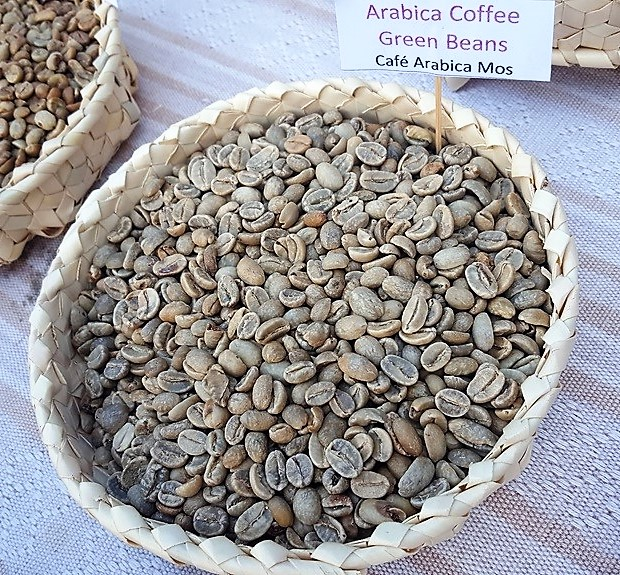
Ungeröstete Arabica-Kaffeebohnen aus Osttimor

Híbrido de Timor (HT, HdT, HDT oder HT CIFC 4106), deutsch Hybride von Timor, ist ein in der damaligen Kolonie Portugiesisch-Timor natürlich entstandener Hybride aus Arabica- und Robusta-Kaffee.

## Geschichte

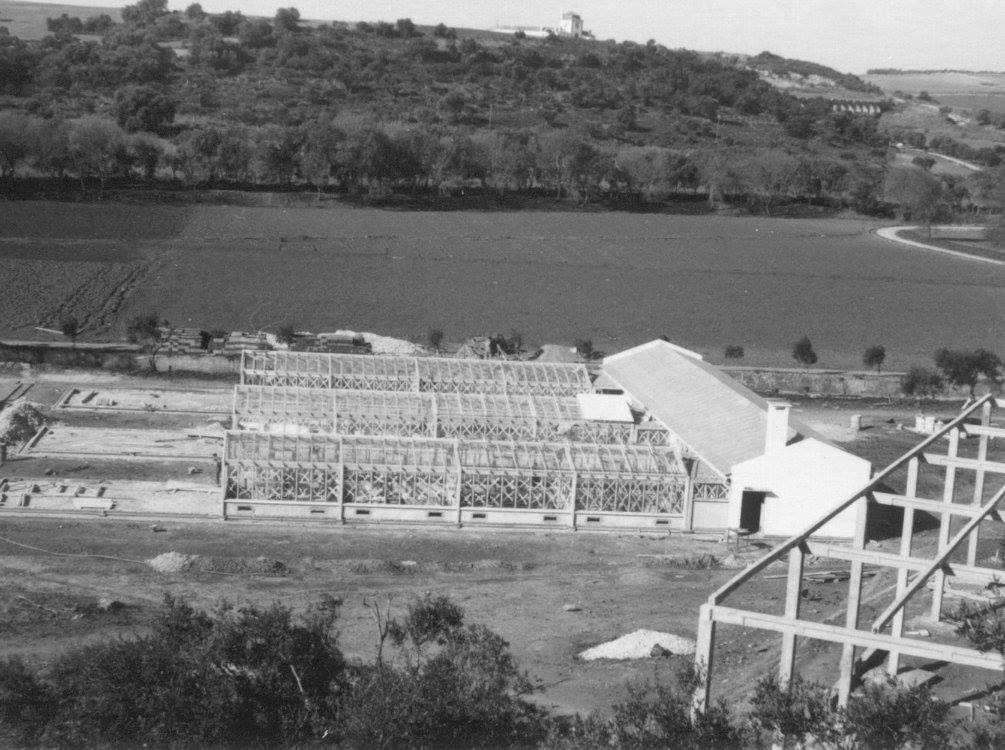
Bauarbeiten beim CIFC (1955)

Seit dem 19. Jahrhundert vernichtete der Kaffeerost (Hemileia vastatrix) weltweit Arabica-Kaffeeanpflanzungen. 1880 trat die Pilzkrankheit erstmals in Portugiesisch-Timor (dem heutigen Osttimor) auf. Während man im Gebiet des heutigen Indonesiens von Arabica-Kaffee zu Robusta-Kaffee wechselte, blieben in Portugiesisch-Timor Arabica-Pflanzen im Hochland erhalten, wo die Krankheit nicht so stark wütete.
Je nach Quelle wurde 1917 oder 1927 in Mata Nova (Suco Fatubessi, Ermera) von der Sociedade Agrícola Pátria e Trabalho (SAPT) eine Kaffeeplantage mit Arabica-Pflanzen (Varietät Typica) angelegt. Hier entdeckte man eine natürliche Hybridpflanze, deren Bohnen den milden Geschmack des Arabica-Kaffees hatten, die aber gleichzeitig wie Robusta immun gegen die Pilzkrankheit war. Ab 1945 verwendete die SAPT die Samen des Baumes zur Verbreitung des Hybriden in Portugiesisch-Timor.
Die Entdeckung des „Híbrido de Timor“ führte 1955 zur Gründung des Centro de Investigação das Ferrugens do Cafeeiro (CIFC, deutsch Forschungszentrum für Kaffeerost) in Oeiras (Portugal). Die Vereinigten Staaten unterstützten das CIFC wegen der Sorge um die Kaffeeplantagen in Mittel- und Südamerika. Ein Ausbruch des Kaffeerosts hätte in diesen Staaten zu Wirtschaftskrisen führen können. Das CIFC erhielt Saatgut des Hybriden zur Untersuchung und Züchtung. Ab 1960 wurden die ersten Samen und Züchtungen aus den Hybriden in den Kaffeeanbauländern Indien, Tansania, Kenia, Angola, Brasilien, Costa Rica und Kolumbien verteilt.
Heute stammen über 90 Prozent der gegen Kaffeerost resistenten Kaffeepflanzen direkt oder indirekt aus Studien des CIFC, mit dem Híbrido de Timor als ihre Grundlage. Es gibt zahlreiche von ihm abgeleitete Linien und Hybriden, die in über 50 Ländern angebaut werden. 2024 schlug die Associação Café Timor (Kaffeevereinigung von Osttimor) daher vor, den Híbrido de Timor in die Liste des UNESCO-Welterbes aufzunehmen, bezugnehmend auf einen Artikel von Wissenschaftlern der Universidade Nasionál Timór Lorosa’e (UNTL) und der Universität Évora.

## Die Ursprungspflanze

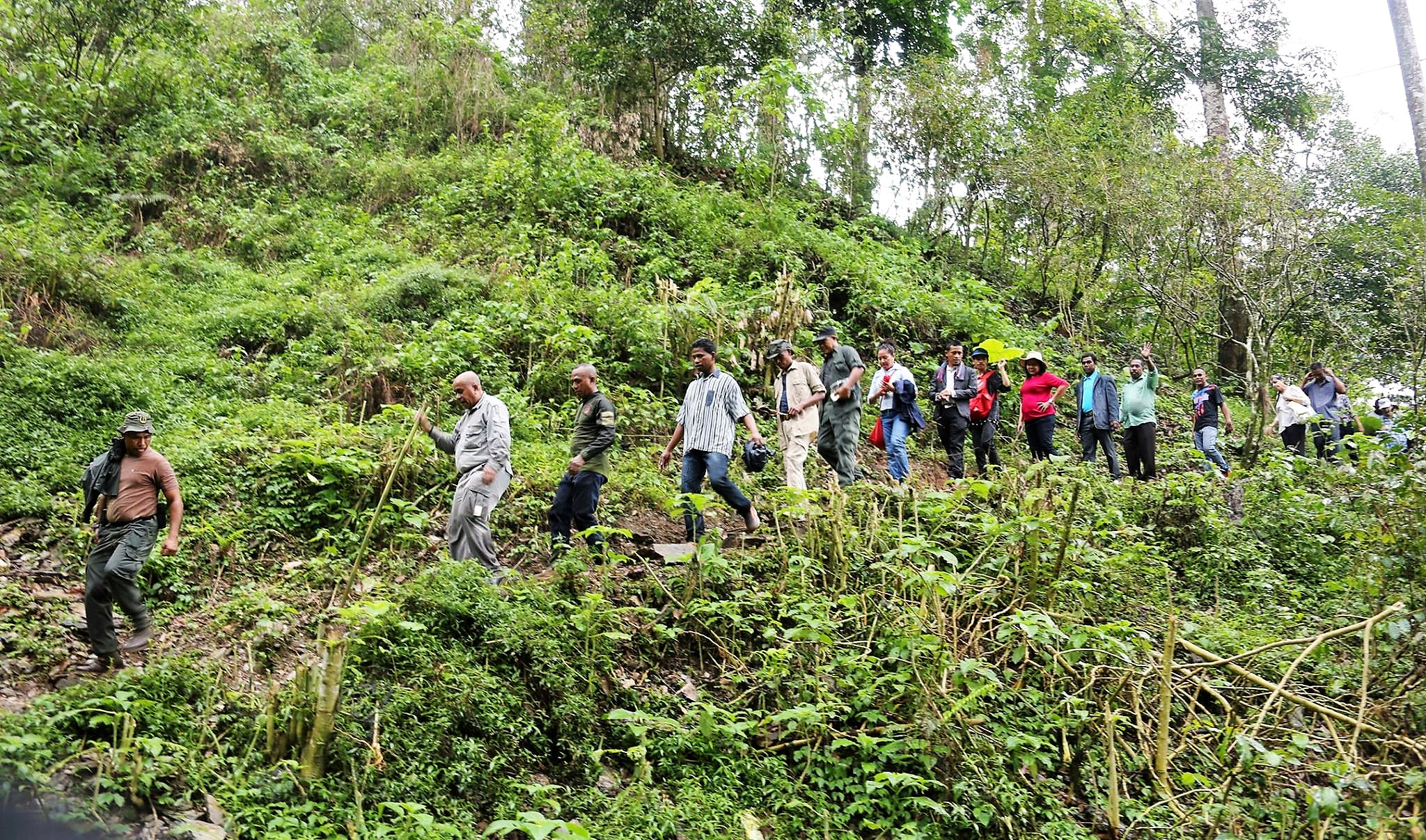
Im Anbaugebiet von Fatubessi, wo der erste Híbrido de Timor gefunden wurde

Die ursprüngliche Hybridpflanze wird 1969 als vollständig vertrockneter Baumstamm beschrieben, der aber trotzdem mit Blättern bedeckt war, im Gegensatz zu den umliegenden Pflanzen, die fast keine Blätter mehr besaßen. Die neun Meter hohe Pflanze hatte eine sehr kleine Fruchtbildung und fast alle Samen schienen vom Typ „moca“ oder „caracoli“ zu sein. Die Blätter glichen dem Robusta-Kaffee, wiesen aber einen Einsetzungswinkel der Sekundärnerven auf, der dem Arabica-Kaffee ähnelt. Zwischen 1962 und 1975 blieb die Pflanze von Kaffeerost-Ausbrüchen in der Umgebung verschont.
Am 29. September 2012 fand ein Team der Universität Évora die Originalpflanze in Mata Nova (Malhui) auf einer Höhe von etwa 840 m wieder. Für das CIFC in Portugal nahm man neun Samen und zwei Blätter des Baumes mit. Die Pflanze besuchte man am 20. Oktober nochmals, gemeinsam mit Mitgliedern der Fakultät für Landwirtschaft der UNTL. In der Folge wurden Messungen durchgeführt und Bilder von Zweigen, Blüten und anderen Pflanzenteilen gemacht. Die Pflanze ist nur noch 3,82 m hoch, hat nur zwei Triebe und wirkt sehr fragil. Der alte Haupttrieb fehlt. Geht man davon aus, dass eine Kaffeepflanze erst ab dem Alter von fünf Jahren Samen produziert und die SAPT ab 1945 den Samen der Ursprungspflanze zur Verbreitung in ihren Plantagen verwendete, war die Pflanze bei ihrer „Wiederentdeckung“ für die Wissenschaft bereits 72 Jahre alt.
Die Pflanze gilt bei der lokalen Bevölkerung als „heilig“ (lulik).

## Biologischer Hintergrund

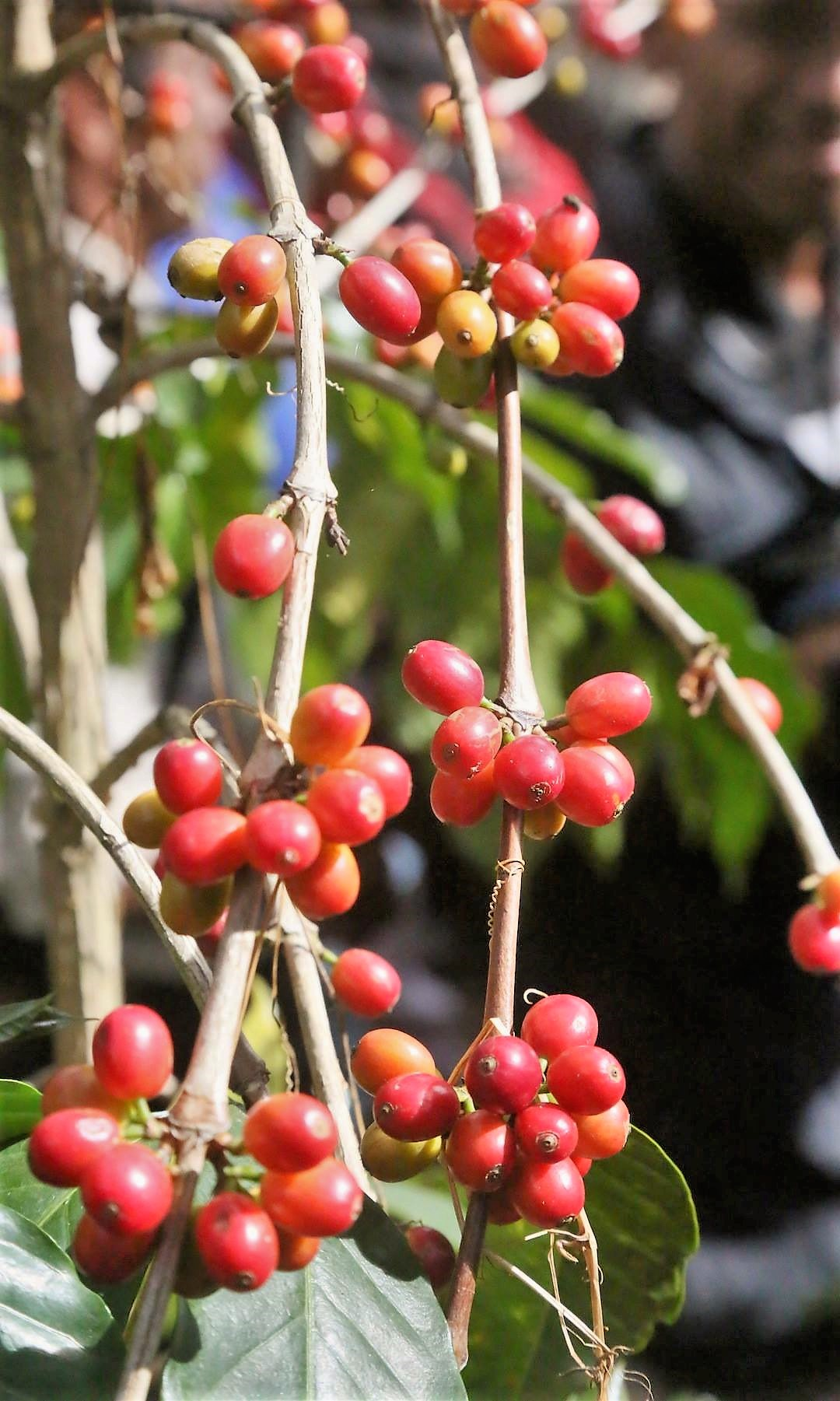
Kaffeepflanze in Maubisse, Osttimor

Wahrscheinlich stammt Híbrido de Timor von einer einzigen Pflanze ab, die sich als immun gegen 23 Varianten von Hemileia vastatrix erwies. Bei der Entdeckung war überraschend, dass es sich nach Untersuchungen der portugiesischen Überseemission für Landwirtschaftliche Studien (MEAU) um einen natürlichen Hybriden von Arabica- und Robusta-Kaffee handelt. Da die beiden Kaffeearten unterschiedliche Anzahlen von Chromosomen (Arabica: 2n=4x=44; Robusta: 2n=2x=22) haben, hielt man eine natürliche Kreuzung für unmöglich. Allerdings ist Coffea arabica selbst ein natürlicher Hybride, der vor 10.000 bis 15.000 Jahren aus dem Robusta-Kaffee (Coffea canephora) und Coffea eugenioides entstand.
Pflanzen des ursprünglichen Híbrido de Timor haben eine hohe Blüte- und geringe Fruchtbildung. Sie zeigen eine sehr starke Heterogenität bei ihrem morphologischen Erscheinungsbild, wobei alle durch ihre größere Höhe auffallen. Auch zeigt Híbrido de Timor eine große genetische Vielfalt, die nur vom Robusta-Kaffee übertroffen wird. Dabei ist der Híbrido de Timor weiterhin genetisch dem Arabica-Kaffee am ähnlichsten, mit dem er zwei Drittel seines Genoms teilt. Die Züchtungen und Hybriden, die vom Híbrido de Timor abstammen, haben wieder Genmaterial vom Arabica-Kaffee eingebaut, die Resistenzgene aber behalten, die der Hybride vom Robusta-Kaffee übernahm. Diese Resistenzgene (insbesondere das SH3-Gen) sind der Grund für die Widerstandsfähigkeit gegen Kaffeerost. Auch gegen Colletotrichum kahawae (Coffee Berry Disease), Wurzelgallennematoden (Meloidgyne exigua) und Kaffee-Bakteriose (Pseudomanas syringae pv Garçae) ist der Híbrido de Timor widerstandsfähiger.
Es lassen sich mehrere Hauptlinien der Hybriden unterscheiden, die aus dem Híbrido de Timor entwickelt wurden:
- Catimor-Linie (aus Híbrido de Timor und Caturra)
- Sarchimore-Linie (aus Híbrido de Timor und Villa Sarchi)
- Cavimor-Linie (aus Híbrido de Timor und Catuaí)
- Icatú-Linie (aus Híbrido de Timor und Mundo Novo)
- SLN9-Linie (aus Híbrido de Timor und Tafarikela)
- Ruiru-Linie (aus Híbrido de Timor und Rume Sudan)

Kreuzungen bilden keine Früchte, wenn der Híbrido de Timor als Mutterpflanze verwendet wird.

## Bewertung
Im Geschmack werden den Kaffeesorten des Hibrido de Timor „feine Steinobstnoten, mit Tönen von Aprikose, Pfirsich, Kirsche, Mango und Pflaumen“ zugesprochen. Außerdem entwickelt der Kaffee „Vanille- und Karamellaromen sowie Nussnoten“. Insgesamt würden die Sorten aber allgemein unterschätzt und seien oft unbekannt. 2003 machte ein Forschungsergebnis ausgerechnet den Teil des Genoms als Verursacher der angeblich schlechteren „cup quality“ aus, der für die zahlreichen Resistenzen des Hibrido de Timor verantwortlich ist. Eine Studie aus dem Jahr 2020 widerlegte den Vorwurf eines Unterschieds in der Qualität zwischen Arabica-Kaffee und Cultivaren des Hibrido de Timor mit den Resistenzgenen. Hibrido de Timor habe sich damit als Geber der Resistenzen für Arabica-Kaffees mit der gleichen guten Qualität bewährt, wofür der Bourbon-Arabica geschätzt wird.
Es gäbe aber trotzdem hartnäckige Vorurteile gegen den Hibrido de Timor, dessen Anbau auch den Einsatz von Fungiziden und Herbiziden in den weit verbreiteten Typica- und Bourbon-Kaffeeplantagen deutlich reduzieren könnte. Den beiden traditionellen Hauptvarietäten des Arabica-Kaffees fehlt es an den Resistenzgenen. 2009 wurden diese Pestizide auf Kupferbasis im Wert von 2 bis 2,5 Milliarden US-Dollar eingesetzt. Sie könnten gerade bei Kaffeebauern in den Entwicklungsländern durch den Anbau von Cultivaren des Hibrido de Timor eingespart werden.